# كانتون سان لورينزو
{{معلومات مدينة
| الاسم الرسمي =
| اسم2 =
| صورة = 
| تعليق الصورة =
| علم = 
| تعليق علم =
| شعار = 
| تعليق شعار =
| اللقب =
| الشعار =
| تاريخ التأسيس	=
| خريطة المدينة = 
| تعليق على الخريطة	=
| البلد =
| العاصمة	=سان لورينزو
| عاصمة لـ =
| نوع المنطقة =
| اسم المنطقة =
| نوع المنطقة 2 =
| اسم المنطقة 2 =
| المسؤول الأعلى =العمدة
| اسم المسؤول =جلين أرويو كارافاش
| المساحة الكلية =3106
| مساحة الأرض	=
| مساحة المياه =
| ارتفاع =
| التعداد السكاني =42486
| سنة التعداد =2010
| إجمالي السكان =
| الكثافة السكانية =
| الذكور =
| الإناث =
| عدد الأسر =
| عدد المساكن =
| غرينتش توقيت صيفي	=
| الرمز البريدي =
| الرمز الهاتفي =
| خريطة البلد = الإكوادور
| دائرة العرض =
| خط الطول =
| اسم فوق الموقع =
| تضاريس =
| جوائز =
| الموقع الرسمي =الموقع الرسمي

كانتون سان لورينزو (بالإنجليزية: San Lorenzo Canton)‏ هو كانتون في الإكوادور، يتبع مقاطعة إسمرالداس، ينقسم إلى رعية حضرية (سان لورينزو) و12 أبرشية ريفية.

## السكان
حسب التعداد الإكوادوري لعام 2010، بلغ عدد سكانه 42486 والمجموعات العرقية كالتالي:
| العرقية               | النسبة |
| --------------------- | ------ |
| ميستيثو               | 19.1%  |
| اللاتينيون            | 2.6%   |
| الإكوادوريون الأفارقة | 72.2%  |
| مونتوبيو              | 0.6%   |
| السكان الأصليون       | 5.3%   |
| أخرى                  | 0.3%   |

## أعلام
- خوسيه إنريكي أنغولو